# Simona Koch
Simona Koch, nach Heirat Simona Regener, (* 27. Mai 1968 in Berlin) ist eine ehemalige deutsche Wasserspringerin, die bei Europameisterschaften je eine Gold-, Silber- und Bronzemedaille gewann.

## Sportliche Karriere
Simona Koch war bereits 1982 Dritte der Jugendeuropameisterschaften vom Drei-Meter-Brett geworden. 1991 und 1992 wurde sie hinter Brita Baldus Zweite der deutschen Meisterschaften vom Drei-Meter-Brett. Bei den Olympischen Spielen 1992 in Barcelona gewann Baldus die Bronzemedaille und Simona Koch sprang auf den siebten Platz.
Bei den Europameisterschaften 1993 in Sheffield gewann Baldus den Wettbewerb vom Drei-Meter-Brett vor der Russin Wera Iljina und Simona Koch. Vom Ein-Meter-Brett siegte Sabina Koch vor den beiden Russinnen Irina Laschko und Wera Iljina. 1994 belegte Koch den sechsten Platz vom Drei-Meter-Brett bei den Weltmeisterschaften in Rom. 1996 bei den Olympischen Spielen in Atlanta schied Koch im Halbfinale als 16. aus. Sechs Jahre nach ihrem Europameisterschaftstitel gelang Simona Koch noch einmal ein Medaillengewinn bei den Europameisterschaften 1999 in Istanbul. Zusammen mit Conny Schmalfuß sprang sie im Synchronspringen vom Drei-Meter-Brett auf den zweiten Platz hinter den Ukrainerinnen Hanna Sorokina und Olena Schupina.
Die 1,64 m große Simona Koch startete für den TSC Berlin. Sie gewann von 1993 bis 1999 vier deutsche Meistertitel vom Drei-Meter-Brett sowie 1999 zusammen mit Conny Schmalfuß einen Titel im Synchronspringen. Hinzu kamen fünf Titel vom Ein-Meter-Brett. In der Halle gewann sie viermal vom Ein-Meter-Brett und dreimal vom Drei-Meter-Brett. Hinzu kamen ein Titel mit Claudia Bockner im Synchronspringen und einer mit Conny Schmalfuß.